# 哈斯冰川
85°45′S 164°55′W / 85.750°S 164.917°W
哈斯冰川是南極洲的冰川，位於阿蒙森海岸，發源自羅森高原，流經毛德王后山脈，最終注入鮑曼冰川，美國地質調查局根據測量和該國海軍的空中照片繪入地圖。